# Severa Dennstedt
Severa Dennstedt (* 3. Dezember 1893 in Hamburg; † 25. Januar 1971 in Rostock) war eine deutsche Malerin und Schriftstellerin.

## Leben
Dennstedt war das Kind einer großbürgerlichen Professorenfamilie aus Hamburg. Überliefert ist, dass ihre Eltern mit ihr in die damaligen Kulturzentren Europas wie Rom, Florenz oder Paris reisten. Angeregt durch diese Eindrücke, erhielt sie bald selbst Malunterricht, wenn auch nur sporadisch. Später lernte sie ab 1912 bei Professor Prötel in Genf, danach wurde sie Schülerin bei Professor Lacrois in Paris.
Im Alter von 21 Jahren begann sie gegen den Willen ihres Vaters ein Kunststudium bei Marie Kierluf in Berlin. Ein Jahr später, 1915, konnte sie mit Hilfe des Erbes ihrer Mutter als Malerin selbstständig tätig werden. Dennoch wurde auch sie durch die Weltwirtschaftskrise 1923 getroffen, konnte jedoch bereits 1931 durch das Erbe ihres Vaters ein Haus in Neuendorf auf Wolin kaufen. Dort vermietete sie einige Zimmer an Feriengäste und erzielte damit ein einträgliches Einkommen. Hier entstand 1931 auch ihr erstes Werk Wege zum Ich. Wilhelm Lobsien urteilte in einer Rezension dieses Werks, dass sie sich „aus der Masse der bloßen Unterhaltungsschriftstellerinnen heraushebt und den deutschen Dichterinnen zugesellt.“

Nach dem Zweiten Weltkrieg musste Dennstedt aus Wolin flüchten, da die Stadt nun zum Hoheitsgebiet Polens zählte. Ein Großteil ihrer Werke ging in dieser Zeit verloren. Nach einem Jahr als Landarbeiterin erkrankte Dennstedt an Typhus und konnte in diesem Beruf nicht mehr arbeiten. Auf der Suche nach einem neuen Zuhause kam sie nach Graal-Müritz und erwarb dort zusammen mit ihrer Freundin Gisela Schubert ein renovierungsbedürftiges Haus. Ihre Erfahrungen mit der Sanierung schrieb sie in ihrem zweiten Werk Von der Kiste zum Eigenheim nieder, welches 1951 erschien. Nach dem Tod der Freundin lebte Dennstedt in bescheidenen Verhältnissen in der Gemeinde, der sie ihr Haus hinterließ. Im Gegenzug erhielt sie eine kleine Rente.

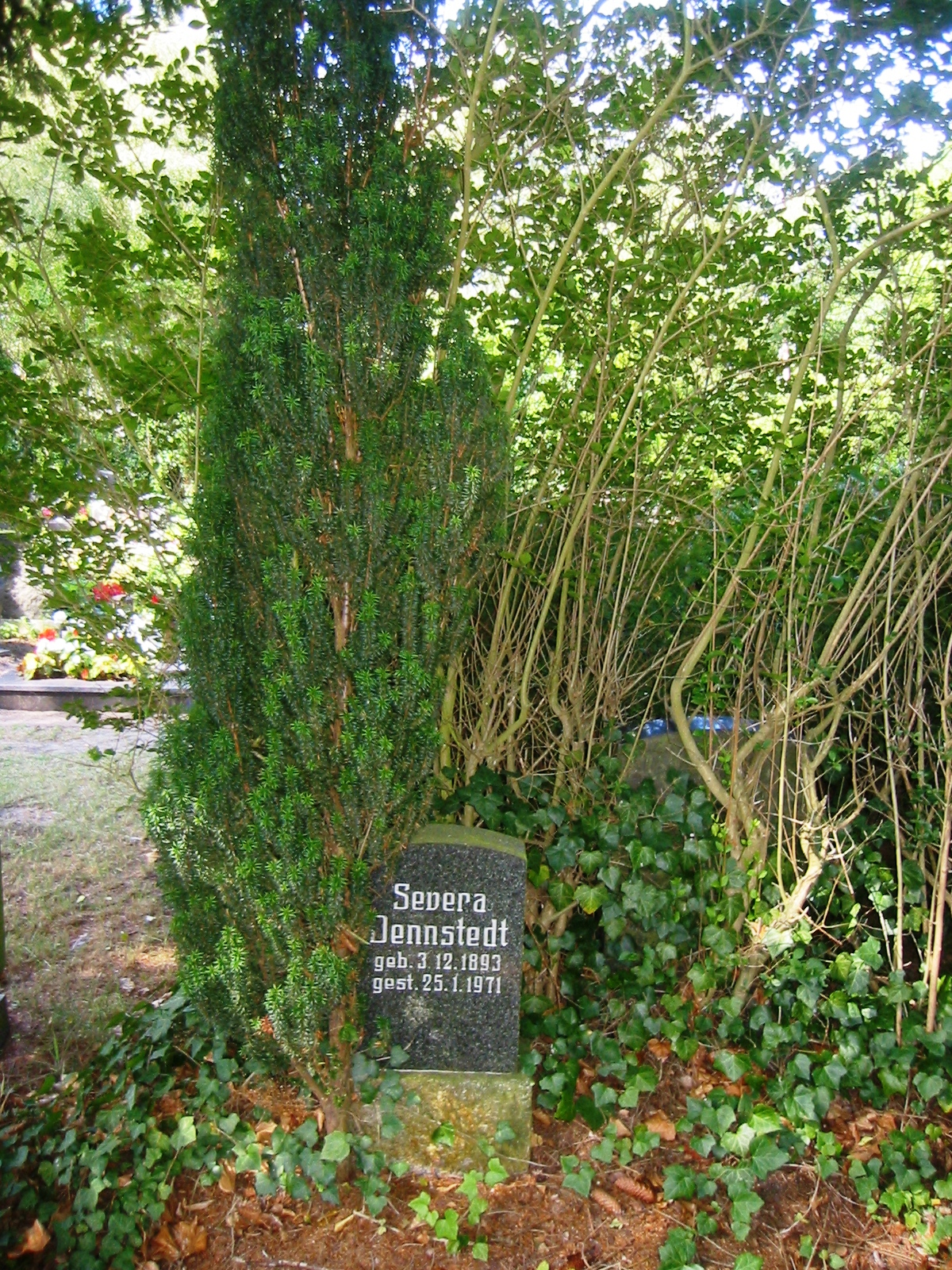
Grab von Dennstedt auf dem Friedhof der Lukaskirche in Graal-Müritz

Nach einem Knochenbruch kam sie in ein Krankenhaus und verstarb dort. Ihr Grabstein befindet sich auf dem Friedhof der Lukaskirche in Graal-Müritz.

## Werke
- Von der Kiste zum Eigenheim. Dr. Wilhelm Spael, Essen 1951.
- Wege zum Ich. Martin Warneck Verlag, Berlin 1931.